# 上田早苗
上田 早苗（うえだ さなえ、1963年5月3日 - ）は、日本放送協会（NHK）のアナウンサー。同協会放送総局・第32代アナウンス室長。

## 人物
北九州市発足から間もなく当時の八幡区、今の八幡東区にあたる地域で生まれ育った。福岡県立小倉高等学校、早稲田大学第一文学部卒業後、1986年アナウンサーとして入局、以後大阪と東京・渋谷を3往復する形で勤務し、数多くの番組を担当した。
2015年6月11日付の人事で、北九州局局長に就任した。地元出身者の局長は、八田昂（岩下俊作の三男で、NHKを退職後には、父親の活動を後世に伝える活動をしている）以来である。（アナウンサー経験者が局長に就任すること自体が珍しいことであるが、後に、2021年6月から2023年7月までアナウンサーである西東大が北九州局局長に就任していた。）
2017年7月の異動で東京アナウンス室（アナウンサー職）に復帰。2018年4月1日付でアナウンス室専任局長、6月8日付でアナウンス室長就任。2022年に退任、日本語センターに所属。

## 担当番組

### アナウンサー時代
大阪放送局時代（1度目）（1986年度 - 1988年度）
- 夕べのひとときDJなど

東京アナウンス室時代（1度目）（1989年度 - 1990年度）
- NHKモーニングワイド サブキャスター（1989年 - 1991年）

大阪放送局時代（2度目）（1991年度 - 1997年度）
- 堂々日本史（大阪局担当時の司会）
- BS勝ち抜き歌謡選手権
- BS歌謡塾あなたが一番
- ふるさと旅列車（1995年ごろ）
- 世界美術館めぐり ナレーション（1995年）
- 西洋アンティーク鑑定会（1995年）

東京アナウンス室時代（2度目）（1998年度 - 2007年度）
- 土曜元気市 司会（1998年 - 1999年）
- 今夜もあなたのパートナー
- スタジオパークからこんにちは 司会（2000年度-2003年度）
- 土曜特集『コメディー道中でござる』 案内役
- その時歴史が動いた『双方向企画・歴史の選択』
- ことばおじさんのナットク日本語塾（アナウンサーの方言ファイルコーナーの北九州編を担当）
- 食彩浪漫（総合テレビ）2008年3月まで
- どよう楽市（ラジオ第1）2008年3月まで
- 知るを楽しむ『人生の歩き方。』（きき手、Eテレ）2008年5月

＊NHKスペシャル データマップ　６３億人の地図キャスター　2004年度
大阪放送局時代（3度目）（2008年度 - 2012年度）
- ラジオデー 広げようラジオの魅力（2009年5月6日、夜間の時間帯を担当。当時大阪局在籍中だったため、出張の形で東京のスタジオから担当）
- NHKスペシャル『メイド・イン・ジャパン 逆襲のシナリオ』（2012年10月27日・28日）
- ビジネス新伝説　ルソンの壺（2009年4月～2013年3月）

東京アナウンス室時代（3度目）（2013年度 - 2015年5月10日）
北九州放送局時代（2015年6月11日 - 2017年6月）
- 北九州放送局長であったため、特別編成によるアナウンス人材不足などの時に適宜ローカルニュースや下記の特集番組を担当する以外は出演がほとんどなかった
- ニュースブリッジ北九州特集『好きっちゃ!この街2015』（2015年12月28日）
年末特集。トラブル防止のため酒を供しないことで知られる小倉旦過の屋台の女将に扮し、通常アンカーを務める原口雅臣と北九州・筑豊地域の1年を振り返る進行役を務めた。
- ニュース シブ5時 (2016年9月7日)
北九州市の子育てについての特集の際、北九州の「角打ち」についてリポーターの取材を受けた。
- 開局85周年PRスポット
30秒×2本。自らナレーションを手掛けたほか、うち1本には自らハレピョンと顔出しで登場した（東田第一高炉跡にて撮影）。
- またアナウンスキャリアを生かし、局が関与するイベントにも積極的に参加している。

東京アナウンス室時代（4度目）（2017年7月 - 2022年6月）
ナレーション
- 連続テレビ小説『ふたりっ子』、『甘辛しゃん』
- 堂々日本史
- NHKスペシャル
  - 『生命40億年はるかな旅』
  - 『プラネットアース』
  - 『混迷の世紀』
  - 『そして、学徒は戦場へ』(2022年8月8日)
  - 『ＮＨＫスペシャル　混迷の世紀「２０２３巻頭言　世界は平和と秩序を取り戻せるか」』https://www.nhk.jp/p/special/ts/2NY2QQLPM3/episode/te/Y18R14KWR5/（2023年1月1日）
- 歴史ドキュメント01
- ドキュメンタリードラマ『1991 雲仙・普賢岳 〜避難勧告を継続せよ〜』
- 株式市況（大阪部分）
- 消えた鉄道を歩く 我が故郷 丹後のちりめん列車～京都・加悦鉄道～ (1998年)